# اعتراض (موسيقى)
الاعتراض في الموسيقى الشائعة، هو لحن أو آلة إيقاعية أو فاصل - لأنها «استراحة» من الأجزاء الرئيسة من الأغنية. عادة ما يُدخل الاعتراض بين أقسام الأغنية، لتوفير شعور بالترقب، أو الإشارة إلى بداية قسم جديد، أو خلق تنوع في الترتيب.

## الجاز
يحدث الاعتراض المنفرد في موسيقى الجاز عندما يتوقف قسم الإيقاع (البيانو، والباس، والطبول) عن العزف خلف عازف منفرد لفترة وجيزة، وعادة ما تكون مدة مقطعين أو أربعة مقاطع تؤدي إلى أول جوقة منفردة مرتجلة للعازف المنفرد (وفي هذه النقطة يستأنف قسم الإيقاع العزف). ومن الأمثلة المسجلة البارزة الاعتراض المنفرد لعازف الساكسفون شارلي باركر في بداية عزفه المنفرد في ليلة في تونس. وفي حين أن الاعتراض المنفرد هي استراحة لقسم الإيقاع، فإنها للعازف المنفرد كادنزا منفردة، حيث يُتوقع منه ارتجال سطر لحني مثير للاهتمام وجذاب.